# European Association for Theoretical Computer Science
Vous pouvez aider à l'améliorer ou bien discuter des problèmes sur sa page de discussion.
- Il ne cite pas suffisamment ses sources. Vous pouvez indiquer les passages à sourcer avec {{référence nécessaire}} ou {{Référence souhaitée}}, et inclure les références utiles en les liant aux notes de bas de page. (Marqué depuis avril 2022)
- Sa typographie ne respecte pas les conventions de Wikipédia. Vous pouvez solliciter de l’aide de l’Atelier typographique. (Marqué depuis avril 2022)
- Il est à actualiser. Certains passages sont obsolètes ou annoncent des événements désormais passés. (Marqué depuis avril 2022)

- Archive Wikiwix
- Bing
- Cairn
- DuckDuckGo
- E. Universalis
- Gallica
- Google
- G. Books
- G. News
- G. Scholar
- Persée
- Qwant
- (zh) Baidu
- (ru) Yandex
- (wd) trouver des œuvres sur Wikidata

L'European Association for Theoretical Computer Science, en abrégé EATCS, en français Association européenne d'informatique théorique,, est une organisation européenne fondée en 1972. Son objectif est de faciliter l'échange des idées et les résultats dans la communauté des chercheurs en informatique théorique. Elle vise aussi à stimuler la coopération entre les communautés qui font de l'informatique théorique et celles faisant de l'informatique « pratique ».

## Histoire
L'EATCS a été fondée en 1972, par Giorgio Ausiello, Jaco de Bakker, Maurice Nivat, Michael Paterson, Manfred Paul, Michel Sintzoff et Leo Verbeek. En 1972, a aussi lieu la première édition d'ICALP à Paris, organisé par l'IRIA (actuelle INRIA), sous l'impulsion de Maurice Nivat, Louis Nolin et Marcel-Paul Schützenberger. Le bulletin parait la première fois en 1973.
Le chapitre français, l'Association française d'informatique théorique, a été créée en 1992. Elle a pris pour nom l'AFIF (Association française d'informatique fondamentale) le 19 janvier 2004.[réf. nécessaire]

## Liste partielle des présidents
- Maurice Nivat (1972-1977)
- Mike Paterson (1977-1979)
- Arto Salomaa (1979-1985)
- Grzegorz Rozenberg (1985-1994)
- Wilfried Brauer (1994-1997)
- Josep Diaz (1997-2002)
- Mogens Nielsen (2002-2006)
- Giorgio Ausiello (2006-2009)
- Burkhard Monien (2009-2012)
- Luca Aceto (2012-2016)

| Identité                   | Période         | Période | Durée |
| Identité                   | Début           | Fin     | Durée |
| -------------------------- | --------------- | ------- | ----- |
| Paul Spirakis (né en 1955) | 12 juillet 2016 | 2018    | 2 ans |
| Artur Czumaj (d)           | 2020            |         |       |

## Activités
Les principales manifestations de l'EATCS sont les suivantes :

### International Colloquium on Automata, Languages and Programming(ICALP)
L'EATCS organise l'International Colloquium on Automata, Languages and Programming (abrégé en ICALP), la principale conférence académique européenne en informatique théorique. Elle a lieu annuellement à des endroits variables à travers l'Europe. 

### Theoretical Computer Science
L'EATCS supervise la publication de Theoretical Computer Science (abrégé en TCS), une revue scientifique appartenant à Elsevier dont la parution a commencé en 1975 et qui couvre l'ensemble de l'informatique théorique. Maurice Nivat en est le fondateur et l'éditeur en chef pendant environ vingt-cinq ans et Grzegorz Rozenberg est l'éditeur fondateur de la section C : Theory of Natural Computing.

### Monographies en informatique théorique
Série de livres d'informatique théorique (57 volumes parus), sous la direction de Grzegorz Rozenberg, Arto Salomaa, et Wilfried Brauer. Cette collection, publiée sous les auspices de l’EATCS par Springer, a édité des livres fondamentaux dans tous les domaines de l'informatique théorique, y compris de nombreux textes devenus des classiques.

### École de jeunes chercheurs EATCS
Depuis 2014, l'EATCS organise une série d'écoles de jeunes chercheurs, sur des sujets d'informatique théorique. 
| Année | Thème                                                                                      | Lien             |
| ----- | ------------------------------------------------------------------------------------------ | ---------------- |
| 2017  | First School on Foundations of Programming and Software systems. Probabilistic programming | Braga, Portugal  |
| 2015  | Understanding Complexity and Concurrency through Topology of Data                          | Camerino, Italie |
| 2014  | Automata, Logic, and Games                                                                 | Telč, Tchéquie   |

### Bulletin
L'association publie aussi un Bulletin de l'EATCS. Il comporte des informations sur les manifestations scientifiques, les avancées nouvelles, des articles de fond et des nouvelles des divers chapitres de l’EATCS. Trois numéros paraissent par an et il est en accès libre.

## Prix et fellows
L'EATCS décerne divers prix prestigieux. Certains sont des prix communs avec d'autres organisations, notamment l'ACM, ou des structures associées.

### Prix Gödel
Le prix Gödel est une distinction créée en 1992 par l'EATCS et le Special Interest Group on Algorithms and Computation Theory (SIGACT) de l'Association for Computing Machinery (ACM) pour honorer des travaux remarquables d'informatique théorique. Il est nommé en l'honneur du logicien Kurt Gödel. Le prix est remis aux lauréats une année sur deux lors du congrès ICALP, et l'autre année au congrès STOC (Symposium on Theory of Computing) de l'ACM.

### Prix EATCS
Le prix EATCS est remis chaque année à un chercheur pour sa brillante carrière en informatique théorique.

### Prix Presburger
Depuis 2010, l'EATCS décerne chaque année, lors de la conférence ICALP, un prix Presburger à un jeune chercheur (rarement à plusieurs jeunes chercheurs) pour une contribution exceptionnelle en informatique théorique, attestée par un article ou une série d'articles publiés. Le prix porte le nom de Mojżesz Presburger qui a réalisé son travail novateur sur la décidabilité de la théorie de l'addition (qu'on appelle maintenant l'arithmétique de Presburger) en 1929, alors qu'il était encore étudiant.

### Prix Dijkstra
Le prix Dijkstra ou prix Edsger W. Dijkstra en algorithmique répartie, anciennement prix PoDC de l'article influent, est décerné chaque année, depuis 2000, aux auteurs d'un article dont l'impact est particulièrement important pour la théorie ou la pratique des systèmes distribués depuis au moins dix ans. Il est décerné en alternance au Symposium on Principles of Distributed Computing (PoDC) de l’ACM et au Symposium on Distributed Computing (DISC) de l’EATCS.

### Prix IPEC Nerode
Depuis 2013, l'EATCS décerne chaque année, lors de la conférence IPEC (International Symposium on Parameterized and Exact Computation), un prix Prix IPEC Nerode à un ou plusieurs chercheurs pour un article commun de qualité exceptionnelle dans le domaine de l'algorithmique multivariée. Le prix est nommé en l’honneur d'Anil Nerode, en reconnaissance de ses contributions majeures en logique mathématique, théorie des automates et théorie de la complexité.

### Prix Alonzo-Church
Un prix annuel, appelé « Alonzo Church Award for Outstanding Contributions to Logic and Computation », soit « prix Alonzo-Church pour des contributions exceptionnelles en logique et calcul » a été créé en 2015 par le ACM Special Interest Group for Logic and Computation (SIGLOG), l'EATCS, l’association européenne pour la logique en informatique (EACSL) et la société Kurt-Gödel (KGS). Le prix récompense une contribution exceptionnelle représentée par un article ou un petit groupe d'articles durant les 25 dernières années. Ce laps de temps permet de réaliser l'impact et la profondeur de la contribution.
Le prix est remis en alternances aux conférences Logic in Computer Science (LICS), Computer Science Logic (CSL) et ICALP qui sont les conférences principales de SIGLOG, EACSL et EATCS ; il a été attribué pour la première fois en 2016.

### Fellows EATCS
Depuis 2014, l'EATCS décerne le titre de fellow à une dizaine de personnes qui ont acquis une renommée pour leurs activités scientifiques et organisationnelles au sein de la communauté EATCS. Les fellows sont : 
- 2018 : Stefano Leonardi (La Sapienza, Rome), Jiří Adámek (Brunswick)
- 2017 : Josep Diaz (Universitat Politecnica de Catalunya), Marta Kwiatkowska (Oxford), Aravind Srinivasan (University of Maryland, College Park), Moti Yung (en) (Snapchat)
- 2016 : Zoltán Ésik (Université de Szeged), David Harel (Institut Weizman, Israel), Giuseppe F. Italiano (Université de Rome Tor Vergata), Kurt Mehlhorn (Max-Planck Institut), Scott A. Smolka (Stony Brook).
- 2015 : Artur Czumaj (Warwick), Mariangiola Dezani-Ciancaglini (Turin), Thomas A. Henzinger (Autriche), Dexter Kozen, (Cornell), Moshe Y. Vardi (Rice).
- 2014 : Susanne Albers (Munich), Giorgio Ausiello (Rome), Wilfried Brauer (Munich), Herbert Edelsbrunner (Autriche et États-Unis), Mike Fellows (Australie), Yuri Gurevitch (Microsoft), Monika Henzinger (Vienne), Jean-Éric Pin (Paris), Paul Spirakis (Liverpool et Patras), Wolfgang Thomas (Aix-la-Chapelle).